# Scala di riduzione

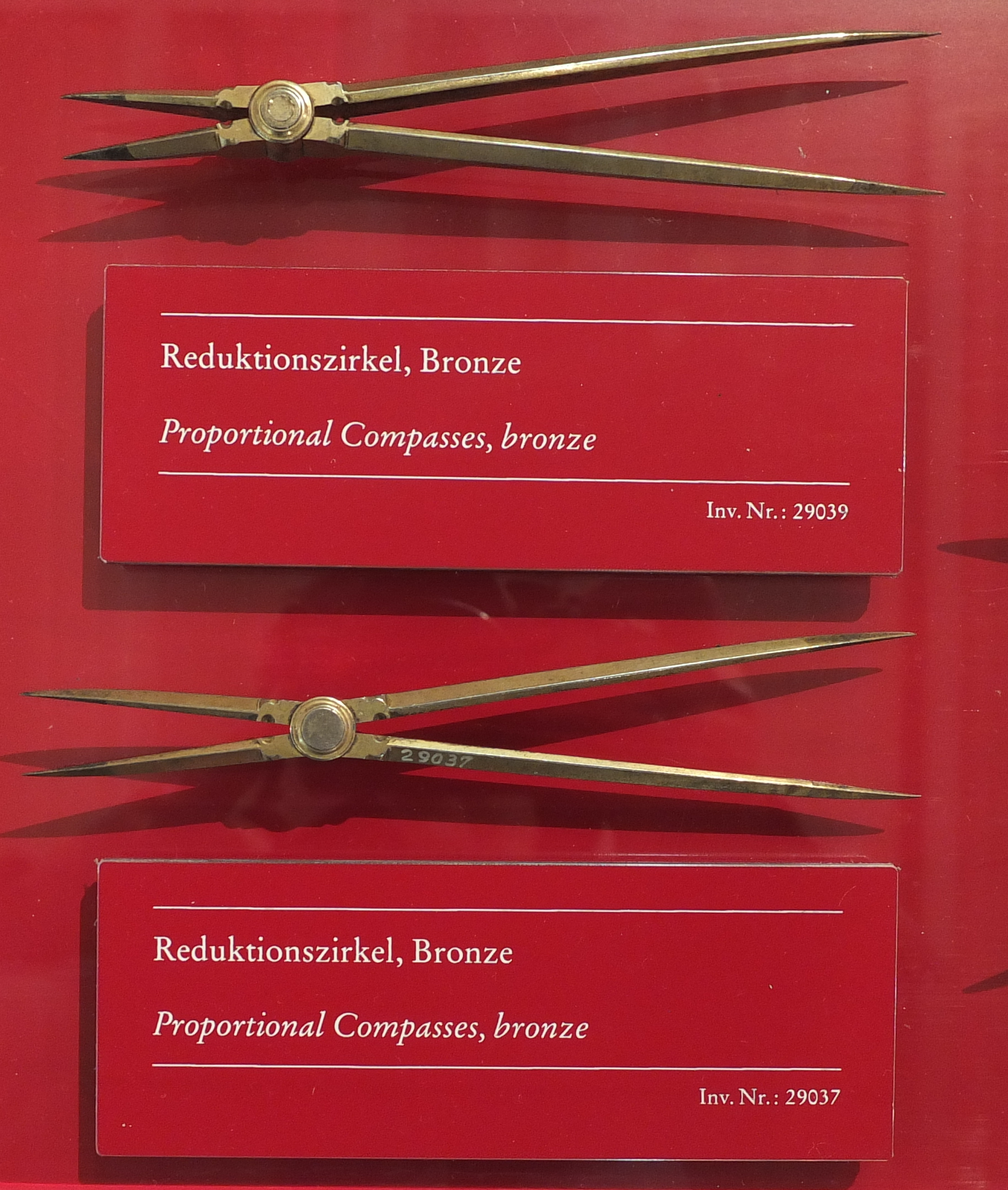
Compassi di riduzione, strumenti utilizzati per riprodurre disegni in scala

La scala grafica (o più semplicemente scala) è una scala di rappresentazione.
Corrisponde al rapporto tra la dimensione del modello, grafico su carta o in un certo materiale, e la sua dimensione reale, entrambe espresse nella stessa unità di misura.
La rappresentazione in scala viene comunemente utilizzata in:
- cartografia
- disegno architettonico
- progettazione meccanica
- modellismo (geografico)

## Scale standard
In determinati ambiti, alcune scale di rappresentazione costituiscono uno standard di fatto, permettendo anche un minimo di interoperabilità, come nel modellismo o negli accessori per il disegno tecnico. Le norme internazionali ISO definiscono le scale di rappresentazione da utilizzarsi nella norma ISO 5455.

### Modellismo

#### Modellismo ferroviario

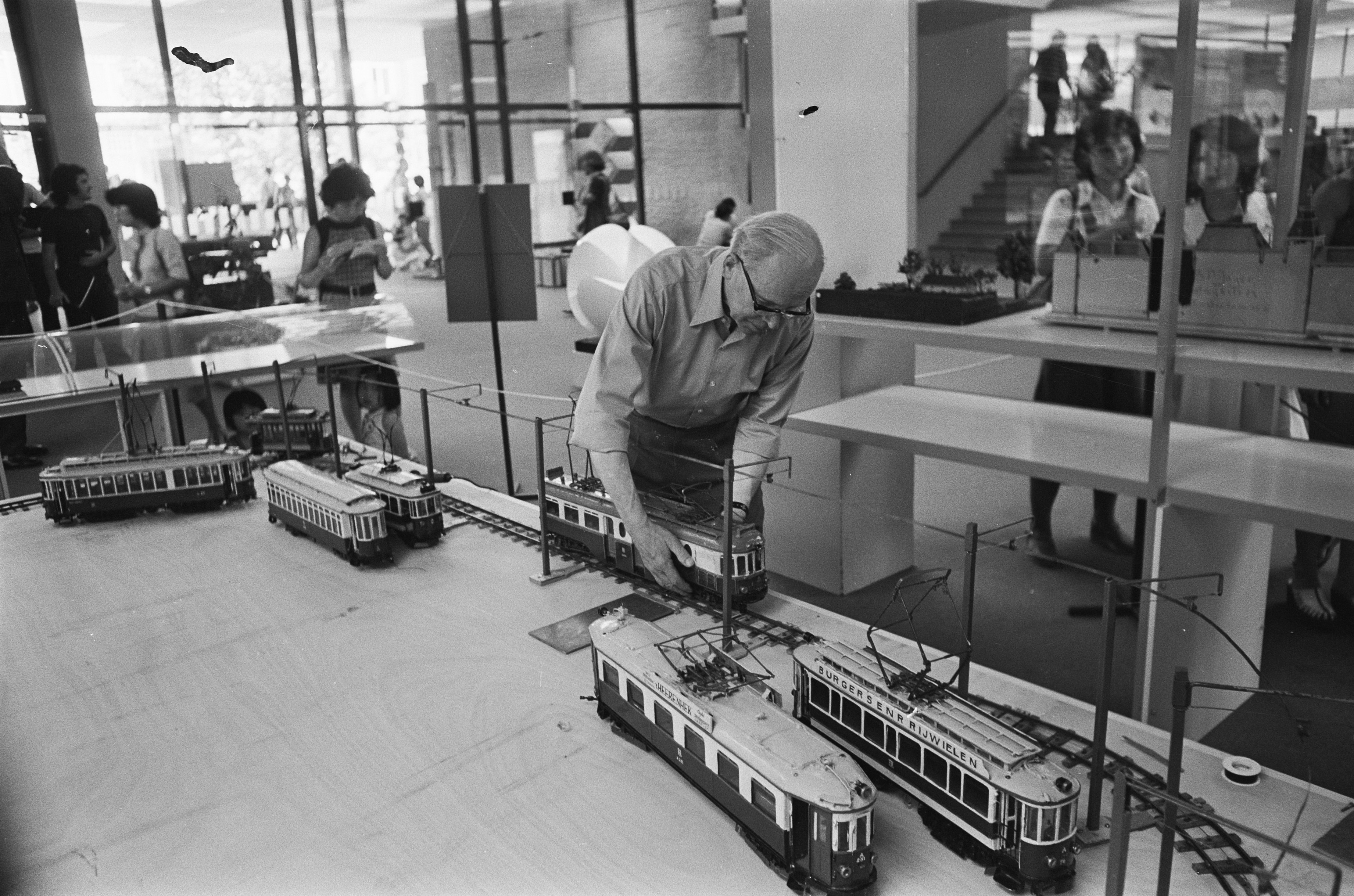

Nel modellismo ferroviario, più antico rispetto a quello statico, le scale di riduzione hanno, per motivi storici, delle vere e proprie sigle di riferimento:
- Scala 1 (1/32)
- Scala 0 (1/43,5 = 2.2%)
- Scala 00 (1/76)
- Scala H0 (1/87)
- Scala TT (1/120)
- Scala N (1/160 - 1/148)
- Scala Z (1/220)
- Scala T (1/450= 0.22%, con scartamento 3 mm)

#### Modellismo statico
Le seguenti scale di riduzione vengono comunemente utilizzate nei diversi campi del modellismo statico:
- Navi: 1/700, 1/350 (raramente 1/72)
- Aerei ed elicotteri: 1/72, 1/48, 1/24 (più raramente 1/144)
- Automezzi: mezzi militari: 1/35, 1/32, 1/24 (raramente 1/8), mezzi civili: 1/35, 1/24, 1/16, 1/8, 1/6, automodelli da collezione: 1/43
- Figurini: 1/35 (soldatini - spesso in accompagnamento di mezzi militari), 1/5 circa (figurini da collezione)

### Disegno tecnico e meccanico (RIF. UNI EN ISO 5455)
Scala di ingrandimento: serve per ingrandire gli oggetti sul foglio;
- Scala 50: 1 (ingrandimento con fattore 5000%)
- Scala 20: 1 (ingrandimento)
- Scala 10: 1 (ingrandimento)
- Scala 5: 1 (ingrandimento con fattore 500%)
- Scala 2: 1 (ingrandimento)

Scala reale: serve per rappresentare gli oggetti in misura naturale sul foglio;
- Scala 1: 1

Scala di riduzione: serve per rappresentare oggetti in miniatura sul foglio;
- Scala 1/2 (1:2)
- Scala 1/5 (riduzione del modello o disegno ad un valore pari ad 1/5=20% dell'originale)
- Scala 1/10 (riduzione)
- Scala 1/20 (riduzione)
- Scala 1/50 (riduzione)
- Scala 1/100 (riduzione)
- Scala 1/200 (riduzione)
- Scala 1/500 (riduzione)
- Scala 1/1.000 (riduzione)

### Disegno architettonico e urbanistica

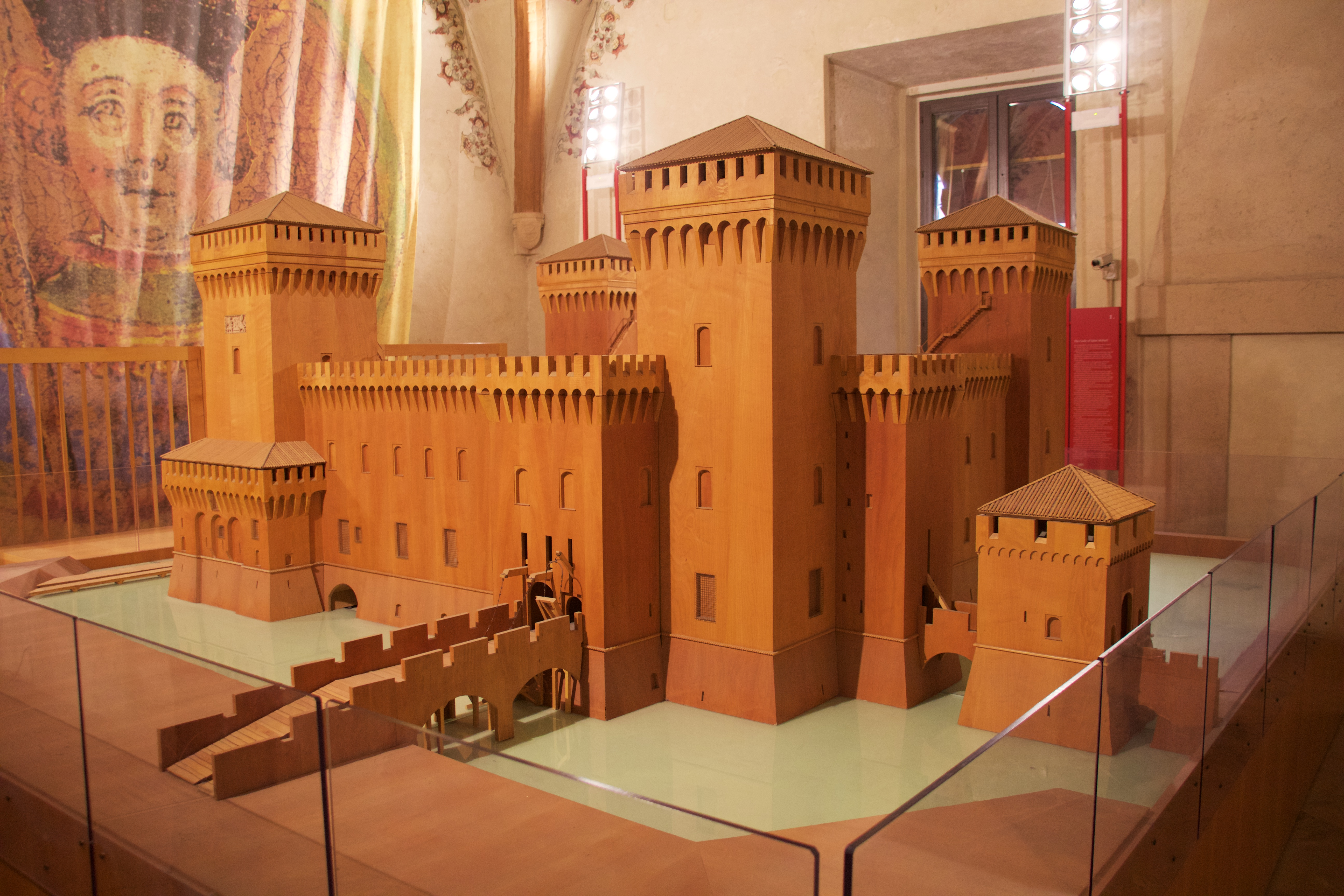
Modello del Castello Estense di Ferrara

- Scala 1: 10 (dettagli di particolari componenti)
- Scala 1: 20 (particolari costruttivi, componenti di arredamento)
- Scala 1 :50 (progetto esecutivo, layout arredamento)
- Scala 1: 100 (progetto architettonico definitivo, costituisce la scala più comunemente utilizzata)
- Scala 1: 200 (progetto preliminare, planimetrie catastali di immobili)
- Scala 1: 500 (Planimetria generale, Piano particolareggiato e Piani esecutivi)
- Scala 1: 1.000 (Inquadramento urbano)
- Scala 1: 2.000 (Piano Regolatore Generale)

### Cartografia

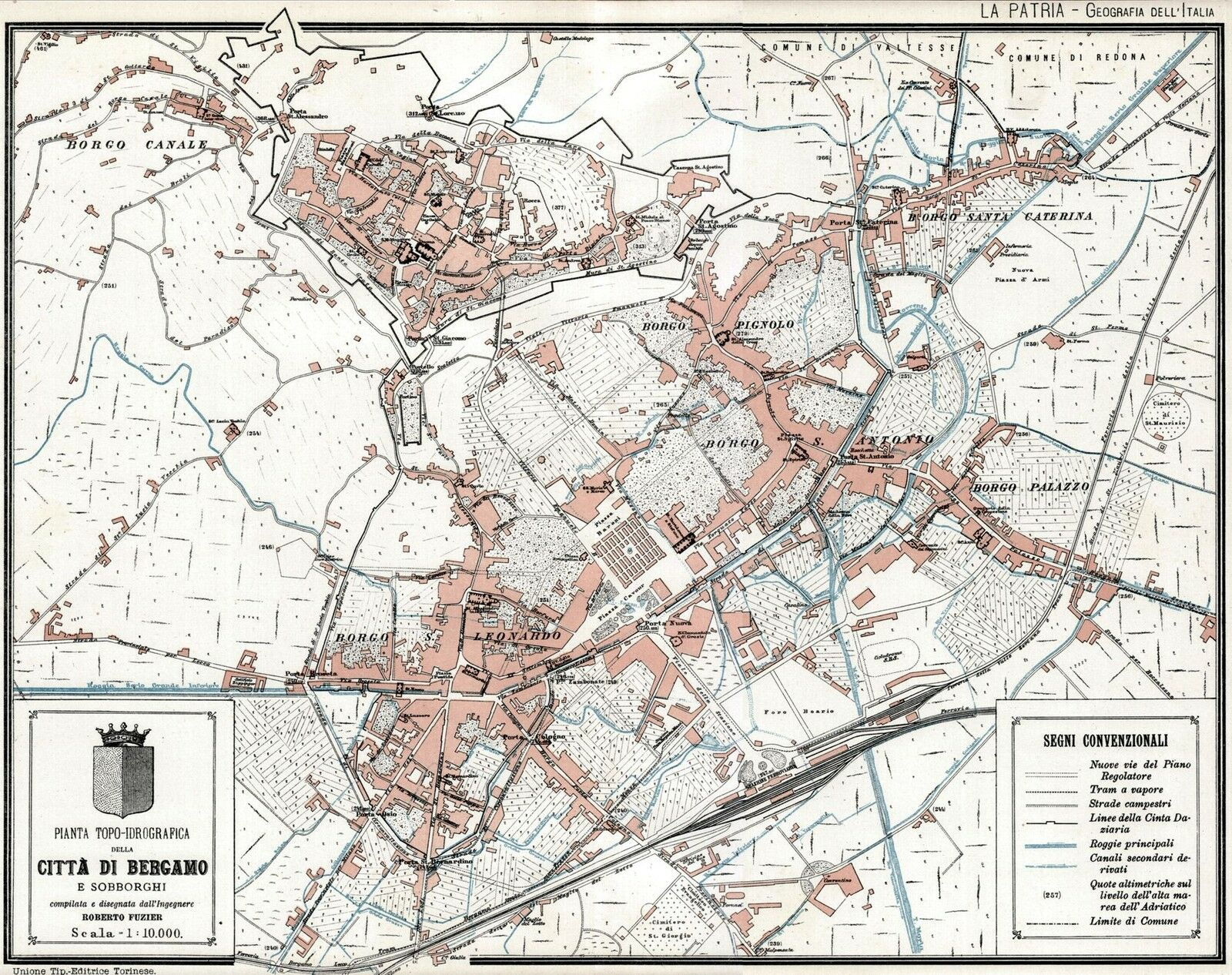
Mappa 1:10.000 della città di Bergamo nel 1898

- Scala 1: 1.000 (Planimetria catastale, Carta tecnica comunale)
- Scala 1: 2.000 (Planimetria catastale, Carta tecnica comunale)
- Scala 1: 5.000 (Carta tecnica regionale)
- Scala 1: 10.000 (Carta tecnica regionale)
- Scala 1: 25.000 (Carta IGM)
- Scala 1: 50.000 (Carta IGM)
- Scala 1: 100.000 (Carta IGM)
- Scala 1: 200.000 / 250.000 (Carta stradale di dettaglio)
- Scala 1: 500.000 (Carta stradale)

## Scale anglosassoni
Nei paesi che non usano il sistema metrico, le definizioni tradizionali di scala tendono a essere più confuse, perché usano le frazioni (ad esempio:  1:3/4 ) o, addirittura, correlano unità diverse (ad esempio:  1 pollice:1 piede ).